# خودروهای موتور وسط عقب-محور عقب
خودرو موتور وسط عقب-محور عقب (RMR) به آن دسته از خودروهایی گفته می‌شود که موتور خودرو در قسمت میانی و رو به عقب شاسی و چرخ محرک آن در قسمت عقب خودرو قرار داشته باشند.

## نگارخانه

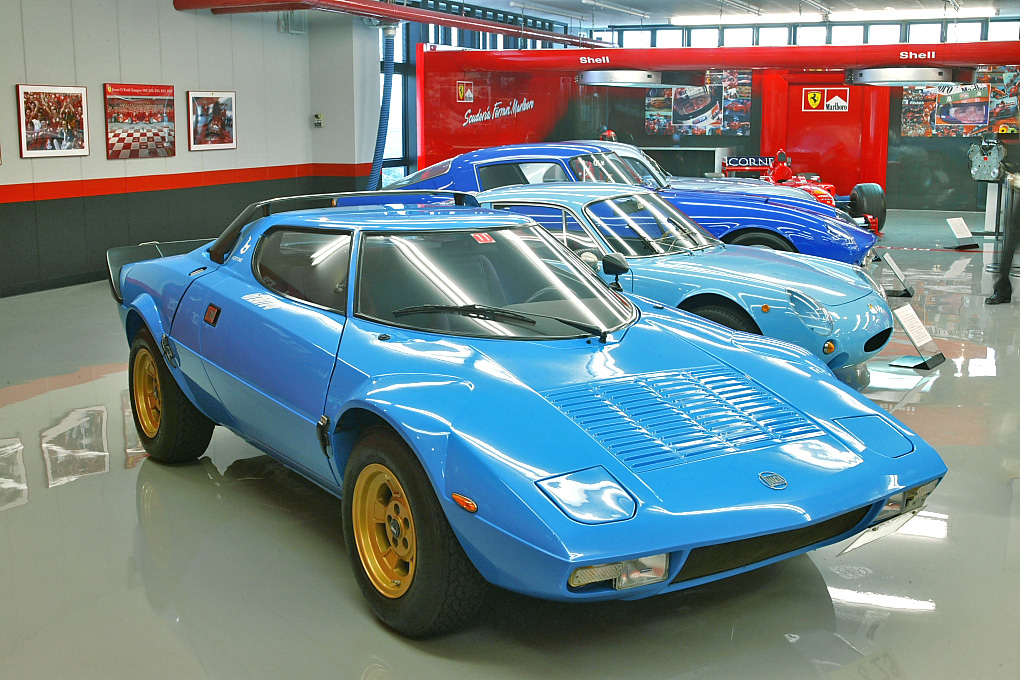
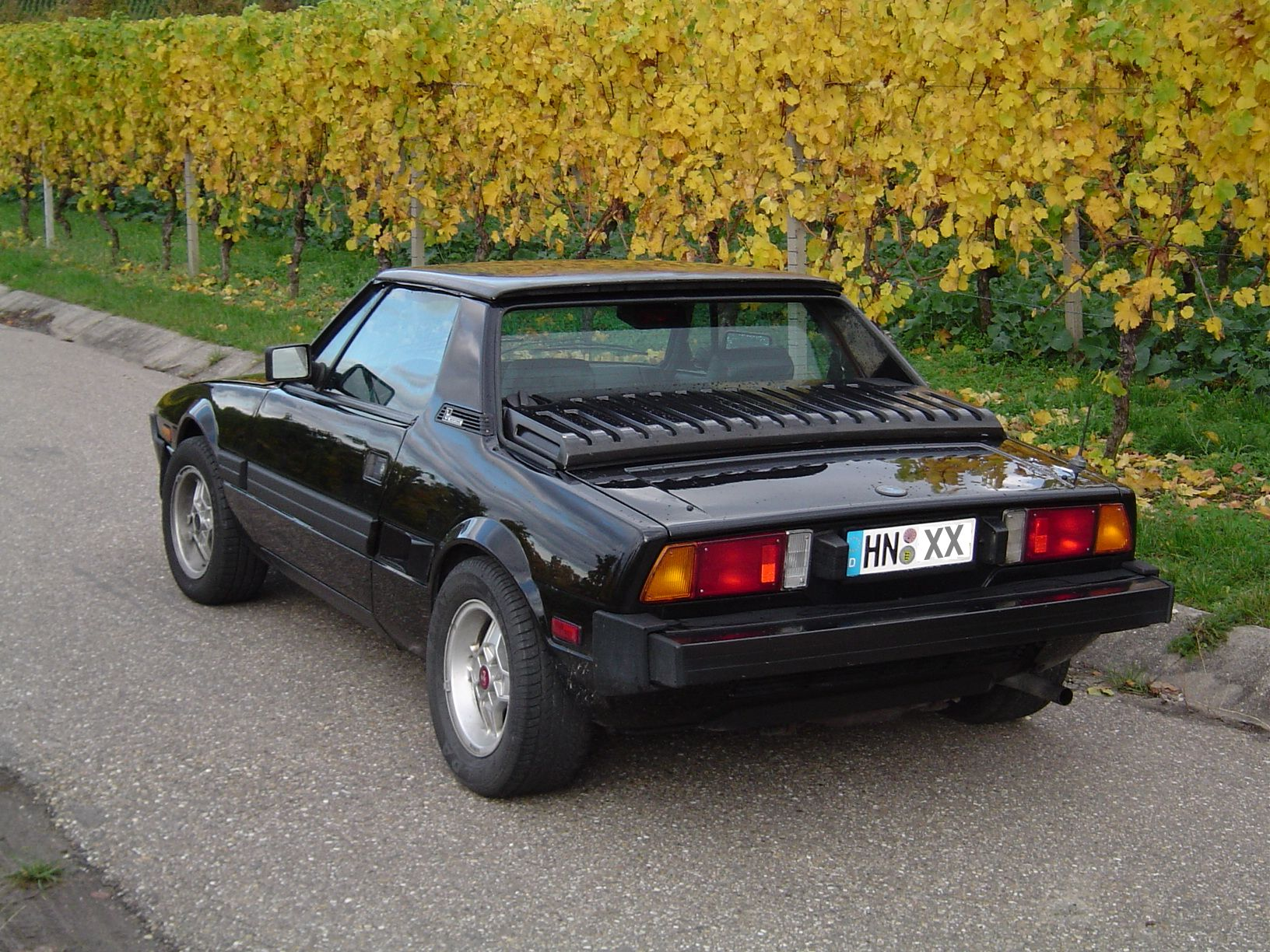
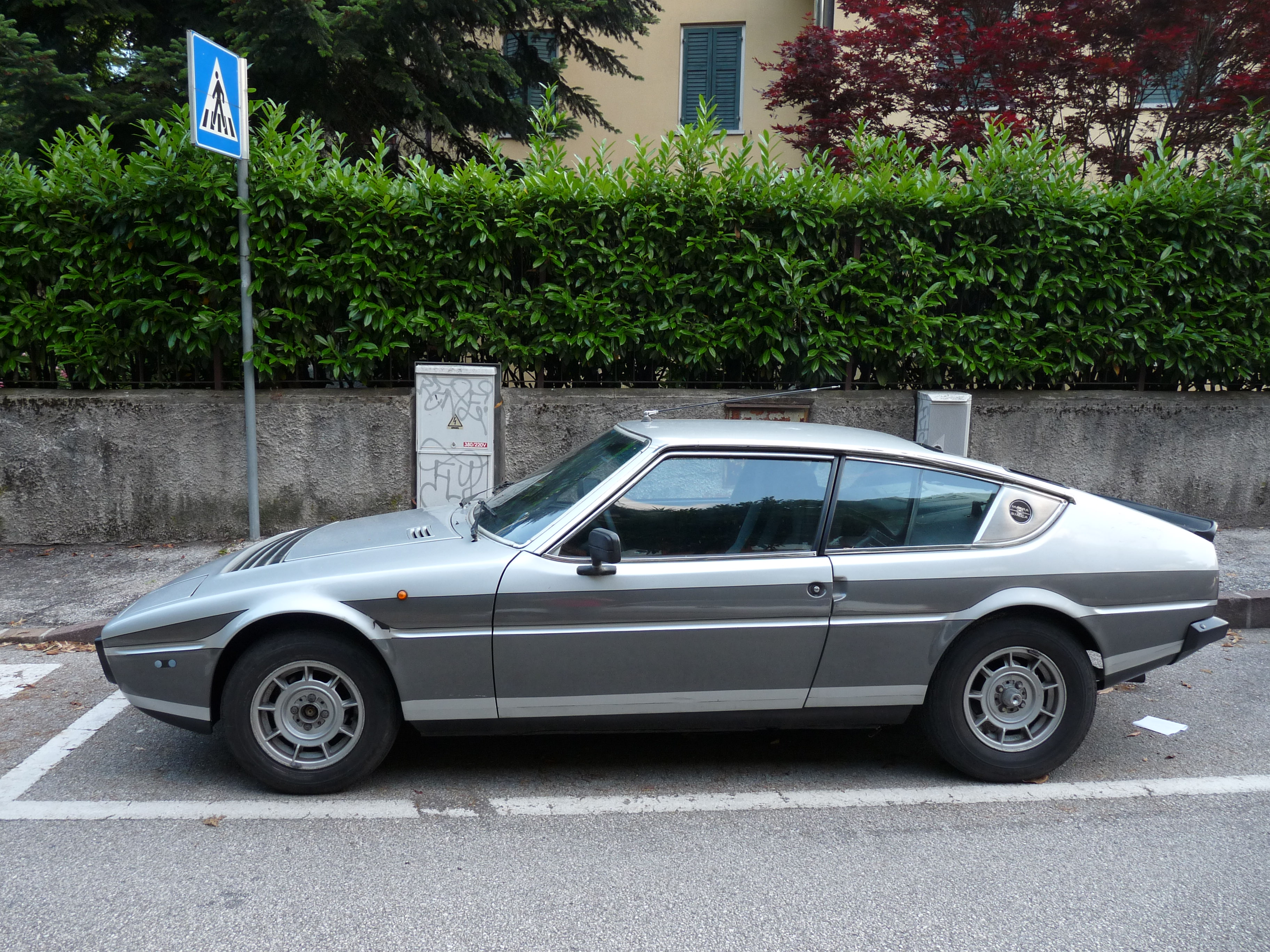
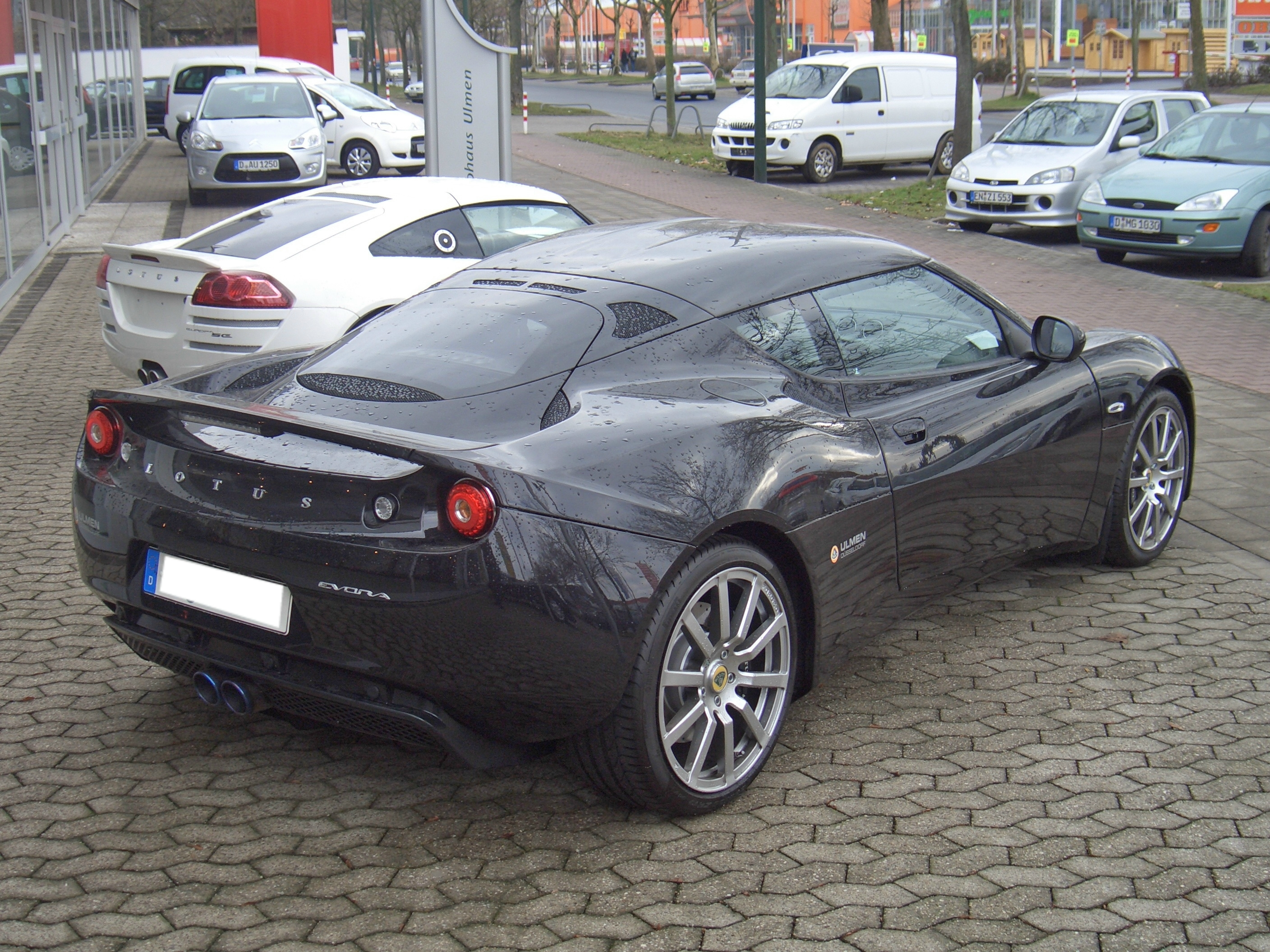